# Chinese zilverreiger
De Chinese zilverreiger (Egretta eulophotes) is een kwetsbare vogelsoort uit de familie der reigers. De vogel werd in 1860 door Robert Swinhoe geldig beschreven als Herodias eulophotes.

## Kenmerken
De Chinese zilverreiger wordt gemiddeld 68 cm lang. Het verenkleed is gedurende het ganse leven wit en lijkt sterk op de kleine zilverreiger (Egretta garzetta). Buiten het broedseizoen is de snavel donker gekleurd en vleeskleurig aan en rond de basis, de poten zijn geelgroen en de iris is geel. In het broedseizoen hebben de volwassenen exemplaren een kuif van ongeveer 11 cm en lange lancetvormige pluimen op de borst en rug die verder reiken dan de staart, de zogenaamde aigrettes (gelijkend op die van de kleine zilverreiger). De onbevederde delen veranderen ook; de snavel wordt helder oranje tot geel en rond de basis helder blauw en de poten worden zwart met gele tenen.

## Verspreiding
De Chinese zilverreiger broedt op kleine eilanden voor de kust van de (Oost-Aziatische) landen Rusland, Noord-Korea, Zuid-Korea en het vasteland van China. Voorheen broedde de soort ook in Taiwan en Hongkong, tegenwoordig is hij daar slechts een wintergast of doortrekker. Hij is ook een doortrekker en wintergast in Japan, de Filipijnen, Vietnam, Thailand, Malakka, Sarawak, Singapore, Indonesië en Brunei. De belangrijkste overwinteringsgebieden zijn de provincies Leyte, Bohol en Cebu van de Filipijnen, en de Maleisische staten Sarawak en Selangor.

## Status
De totale populatie werd in 2016 door BirdLife International geschat op 2.500 tot 10.00 volwassen individuen. Hoewel populaties op eilanden voor de kust van Zuid-China met 22% in aantal afnamen binnen zes jaar (ongeveer 4% per jaar), was er geen hard aanvullend bewijs dat in de periode 2002-2012 een significante daling in de hele populatie van deze soort plaatsvond. Bovendien zijn er ook nieuwe kolonies ontdekt. Maar overal in het broedgebied vindt habitatverlies plaats door onder andere landaanwinningen, daarom wordt verondersteld dat de gehele populatie met meer dan 20% in tien jaar (is meer dan 2,3% per jaar) in aantal afneemt. Om deze redenen staat deze soort als kwetsbaar op de Rode Lijst van de IUCN.